# Her Boy Friend
Her Boy Friend é um curta-metragem mudo norte-americano de 1924, do gênero comédia, dirigido por Larry Semon e Noel M. Smith, com participação de Oliver Hardy.

## Elenco

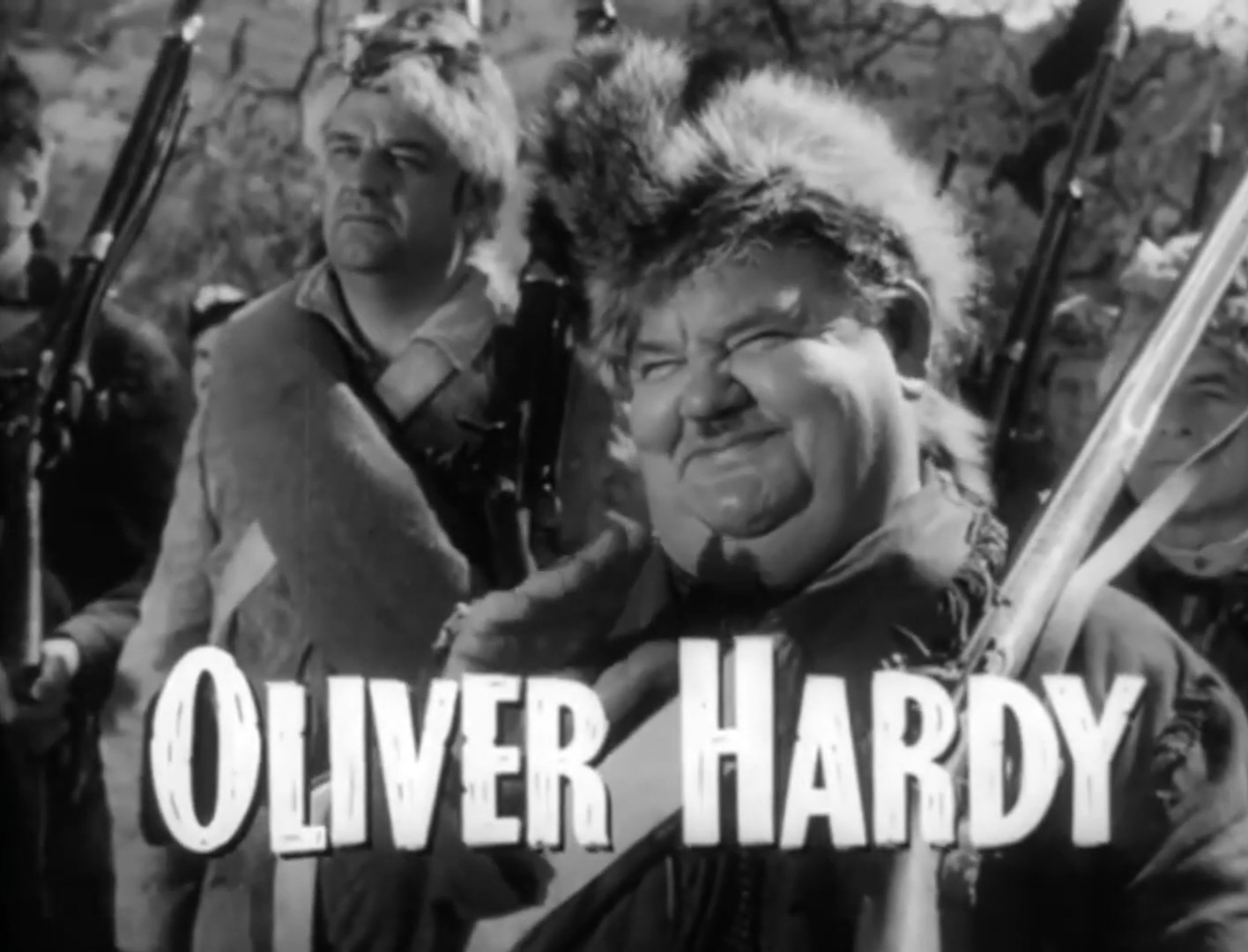
Oliver Hardy

- Larry Semon - Larry, filho do chefe
- Dorothy Dwan - Iva Method, garota detetive
- Alma Bennett - O vampiro
- Oliver Hardy - Killer Kid (como Oliver N. Hardy)
- Fred Spencer - (como Fred Spence)
- Frank Alexander - Slim Chance
- Spencer Bell
- William Hauber